# Hans-Jürgen Müller-Hohensee
Hans-Jürgen Müller-Hohensee (* 23. Februar 1950 in Dresden) ist ein deutscher Schauspieler und Regisseur.

## Leben
Müller-Hohensee wurde als Sohn eines Schuhmachers geboren. Er durchlief zunächst eine Ausbildung zum Bäcker und Konditor. Von 1969 bis 1972 absolvierte er sein Schauspielstudium an der Hochschule für Musik und Theater Rostock. Sein erstes Engagement hatte er (hier noch unter seinem Geburtsnamen Hans-Jürgen Müller) von 1972 bis 1975 am Theater Junge Garde in Halle (Saale). Dort debütierte er als Kröte in einer Bühnenfassung des russischen Volksmärchens Das Rübchen.
1975 wechselte er, zunächst nur für die Spielzeit 1975/1976, an das Anhaltische Theater in Dessau und fügte seinem Namen den Familiennamen seiner damaligen Ehefrau, der dort bereits tätigen Bühnen- und Kostümbildnerin Helene Hohensee (Gesamtausstattungen u. a. für Die Ratten, Don Giovanni, Hoffmanns Erzählungen), als Künstlernamen hinzu. Seinen freiwilligen dreijährigen Armeedienst leistete er beim Erich-Weinert-Ensemble in Berlin als Sprecher und Schauspieler ab (1976–1979). Von 1979 bis 1981 war Müller-Hohensee erneut am Anhaltischen Theater in Dessau engagiert; von 1982 bis 1984 gehörte er zum Ensemble der Städtischen Bühnen in Quedlinburg. Ab 1984 war Müller-Hohensee fast dreißig Jahre ununterbrochen festes Ensemblemitglied am Anhaltischen Theater. Dort trat er in über 100 Theaterrollen und in rund vierzig eigenen Inszenierungen auf. Insgesamt spielte er über 160 Theaterrollen. Mit dem Ende der Spielzeit 2012/2013 ging er offiziell in den Ruhestand; in Gastrollen tritt er dort aber weiterhin noch auf.
Zu seinen Bühnenrollen in Dessau gehörten unter anderem Landvogt Geßler in Wilhelm Tell, Harpagon (Titelrolle) in Molières Lustspiel Der Geizige, Pantalone in Der Diener zweier Herren, Räuber Knoll in Das Wirtshaus im Spessart, der Bürgermeister in Der Besuch der alten Dame und zahlreiche Märchenrollen, wie der Holländermichel in Das kalte Herz, Teufel/König/Räuber Kevin in Der Teufel mit den drei goldenen Haaren und die Titelrolle in dem Märchen Des Kaisers neue Kleider. 2011 war er in dem Stück Schwarzweiß (Regie: Nina Gühlstorff), einer Straßentheater-Produktion des Anhaltischen Theaters Dessau zu sehen, die sich mit der künstlerisch mit dem Tod des Asylbewerbers Oury Jalloh auseinandersetzte. Müller-Hohensee spielte darin einen altgedienten Polizeibeamten. In der Spielzeit 2012/2013 trat er am Anhaltischen Theater Dessau als alter Diener Firs in Tschechows Schauspiel Der Kirschgarten auf. Dies war seine letzte Rolle als festes Ensemblemitglied.
Im Sommer 2013 trat er in zwei Rollen bei den Störtebeker-Festspielen auf der Insel Rügen in dem Stück Beginn einer Legende auf: als Gutsverwalter Bertram und als Profoss von Wismar. 2003 war er dort bereits einmal kurzfristig (innerhalb einer halben Stunde) für einen erkrankten Kollegen eingesprungen, als er dort Urlaub machte; seine Frau gehörte damals zur Besetzung.
Parallel zu seinem dortigen Engagement übernahm Müller-Hohensee auch mehrere Film- und Fernsehrollen, hauptsächlich Nebenrollen, unter anderem als „fieser Unteroffizier“ in dem DEFA-Spielfilm Ernst Schneller (1977) und als Frisör/Perückenmacher in dem Kinofilm Goethe! (2010). 1980 war er in einer Episodenrolle in der Fernsehreihe Polizeiruf 110 zu sehen.
Müller-Hohensee ist mit der Theaterschauspielerin Christel Ortmann, die ebenfalls am Anhaltischen Theater Dessau engagiert ist, verheiratet.

## Filmografie (Auswahl)
- 1976: Trini[9]
- 1977: Ernst Schneller
- 1980: Archiv des Todes (Fernsehserie)
- 1980: Polizeiruf 110: In einer Sekunde (Fernsehreihe)
- 1980: Nicht verzagen, Trudchen fragen (Fernsehfilm)
- 1982: Schöne Aussichten (Fernsehfilm)
- 1988: Die Schauspielerin
- 2010: Goethe!
- 2011: Dreileben (Fernsehserie)